# Epomophorus wahlbergi
Epomophorus wahlbergi é uma espécie de morcego da família Pteropodidae. Pode ser encontrada na Angola, República Democrática do Congo, Gabão, Congo, Somália, Uganda, Quênia, Ruanda, Burundi, Tanzânia, Zâmbia, Maláui, Moçambique, Zimbábue, Botsuana, Essuatíni e África do Sul.